# Mons Herodotus
Il Mons Herodotus è una struttura geologica della superficie della Luna.